# شمارة (شرس)

تعديل مصدري - تعديل

شمارة هي إحدى قرى عزلة بيت قدم بمديرية شرس التابعة لمحافظة حجة، بلغ تعداد سكانها 148 نسمة حسب تعداد اليمن لعام 2004.